# Dentalium cheverti
Dentalium cheverti är en blötdjursart som beskrevs av Sharp och Henry Augustus Pilsbry 1897. Dentalium cheverti ingår i släktet Dentalium och familjen Dentaliidae. Inga underarter finns listade i Catalogue of Life.